# Adel Belkacem Bouzida
Adel Amar Belkacem Boudiza (in arabo عادل عمار بلقاسم بوزيدة‎?; Orano, 28 febbraio 2002) è un calciatore algerino, attaccante del Paradou AC.

## Caratteristiche tecniche
Nel 2019 è stato incluso dal The Guardian fra i migliori 60 calciatori nati nel 2002.

## Carriera

### Club
Belkacem ha iniziato la sua carriera calcistica nel Paradou AC, dove ha debuttato il 27 maggio 2022 nell'incontro di Ligue 1 perso 1-0 contro l'USM Alger. L'anno successivo è stato promosso in prima squadra ed il 27 agosto ha segnato il suo primo gol nel successo per 2-1 contro il NC Magra.

### Nazionale
Ha giocato nella nazionale algerina Under-20.

## Statistiche

### Presenze e reti nei club
Statistiche aggiornate al 20 dicembre 2023.
| Stagione        | Squadra         | Campionato      | Campionato | Campionato | Coppe nazionali | Coppe nazionali | Coppe nazionali | Coppe continentali | Coppe continentali | Coppe continentali | Altre coppe | Altre coppe | Altre coppe | Totale | Totale | Totale |
| Stagione        | Squadra         | Comp            | Pres       | Reti       | Comp            | Pres            | Reti            | Comp               | Pres               | Reti               | Comp        | Pres        | Reti        | Pres   | Reti   |        |
| --------------- | --------------- | --------------- | ---------- | ---------- | --------------- | --------------- | --------------- | ------------------ | ------------------ | ------------------ | ----------- | ----------- | ----------- | ------ | ------ | ------ |
| 2021-2022       | Paradou AC      | L1              | 1          | 0          | CA              | 0               | 0               |                    | -                  | -                  |             | -           | -           | 1      | 0      |        |
| 2022-2023       | Paradou AC      | L1              | 19         | 6          | CA              | 0               | 0               |                    | -                  | -                  |             | -           | -           | 19     | 6      |        |
| 2023-2024       | Paradou AC      | L1              | 8          | 1          | CA              | 0               | 0               |                    | -                  | -                  |             | -           | -           | 8      | 1      |        |
| Totale carriera | Totale carriera | Totale carriera | 28         | 7          |                 | 0               | 0               |                    | -                  | -                  |             | -           | -           | 28     | 7      |        |